# Order Gwiazdy Jerzego Czarnego (Republika Serbska)
Order Gwiazdy Jerzego Czarnego (serb. Orden Karaðorðeve zwezde) – trójklasowe odznaczenie wojskowe nadawane od roku 1993 przez władze Republiki Serbskiej, wchodzącej w skład federacji Bośni i Hercegowiny.

## Historia
W przyjętej w roku 1993 konstytucji order jest określony jako odznaczenie za zasługi, przyznawane zarówno osobom prywatnym jak instytucjom za wybitne zasługi wobec państwa, cywilne i wojskowe. Przy ustanawianiu odznaczenia sięgnięto do dawnych tradycji królewskiego Orderu Gwiazdy Jerzego Czarnego, stworzonego w roku 1904 przez króla Serbii Piotra I.
Order nadawany jest za wyjątkowe sukcesy w dowodzeniu i kontroli oddziałów sił zbrojnych Republiki Serbskiej w walce zbrojnej, a wyjątkowo w czasie pokoju tylko za wybitne zasługi w zarządzaniu i organizacji sił zbrojnych.

## Insygnia
Insygnia orderu to złoty krzyż kawalerski (z rozszerzonymi zakończeniami ramion), z białym dwugłowym orłem serbskim w czerwonym polu na medalionie awersu i z tarczami oraz mieczami między ramionami. Oznaka I klasy jest złota i nieemaliowana, oznaki II i III klasy pokryte są białą emalią. Mimo że Srpska jest republiką, zawieszką jest złota korona królewska. Gwiazda I i II klasy jest srebrna, ośmiopromienna z tępymi zakończeniami ramion, z nałożonym na nią awersem oznaki. Wstęga orderu jest czerwona z pojedynczymi żółtymi wąskimi paskami w niewielkim odstępie od obu krawędzi. Oznaka III klasy jest noszona na wstążce wiązanej w trójkąt na modłę austriacką.